# Trinidad, Uruguay
Trinidad là thủ phủ của tỉnh Flores ở Uruguay. Dân số thành phố này là 20.982 người (theo điều tra năm 2004). Trước khi được gọi là Trinidad, thành phố này được những người lính Tây Ban Nha gọi là Porongos. Thành phố này là trung tâm thương mại cho khu vực trồng ngũ cốc và trái cây xung quanh.